# Idolatrija
Idolatrija (grško starogrško είδωλον [eidolon, idolon] = idol, malik; starogrško λατρια, λατρεια [latria, latrija] = molitev, čaščenje, enačenje z bogom) ali malikovanje je versko dejanje, pri katerem verniki častijo neki predmet, osebo ali tudi pojem kot boga. Tak predmet imenujemo idol ali malik.
V tradicionalnih religijah Egipta, Grčije, Rima, Afrike, Azije, Amerike in dugod je čaščenje kultnih podob ali kipov splošna praksa že od antike. Kultne podobe so imele v zgodovini religije različne pomene.
Idolatrija je za Jude, kristjane in muslimane greh proti Božjim zapovedim. Sveto pismo idolatrijo izrecno prepoveduje in kot svarilni zgled podaja Jude, ki so molili zlato tele. Vsi kristjani sicer nasprotujejo idolatriji, vendar pa večina kristjanov dovoljuje izdelavo in čaščenje svetih podob, dokler verniki ne pripisujejo podobam božjih lastnosti - glej ikonodulija.